# Kantdyna
Kantdyna (Biscogniauxia marginata) är en svampart som först beskrevs av Elias Fries, och fick sitt nu gällande namn av Zdeněk Pouzar 1979. Kantdyna ingår i släktet Biscogniauxia och familjen kolkärnsvampar.  Arten är reproducerande i Sverige. Inga underarter finns listade i Catalogue of Life.